# 関成重
関 成重（せき なりしげ）は、戦国時代から安土桃山時代にかけての武将。

## 生涯
土岐頼芸家臣、関綱長の次男として美濃国に生まれる。父の綱長は美濃武儀郡にあったとされる関城を領しており、斎藤道三の頼芸追い落としに際しては道三側を支持し、弘治2年（1556年）に戦死している。
成重も当初は美濃斎藤氏に仕え、関城に程近い佐野城を守っていたが、後に理由、時期共に不明ではあるが斎藤氏を裏切って織田信長に鞍替えした。織田家臣として台頭を見せるのは元亀元年（1570年）に行われた浅井長政攻めで、この時の功績から尾張国一宮に知行を与えられている。
成重の出自である美濃関氏はこの一宮の地にある真清田神社の神主の家系でもあったという。ともあれ一宮を賜った成重は神社と社領を守るために新たに一宮城を建築し、この地に根を張った。
ただ、織田信忠の側近として台頭を見せる子・成政に対して成重の以後の実績というのはあまり残っておらず戦への参戦記録も殆ど無い。唯一名が出るのは天正10年（1582年）の甲州征伐の後に行われた恵林寺焼き討ちの時で津田元嘉・長谷川与次・赤座永兼らと共に奉行を務め、寺中の人間を老若問わずに山門に登らせると回廊から干草をうず高く積み上げて火を放ち、快川紹喜ら150名を生きたまま焼き殺している。

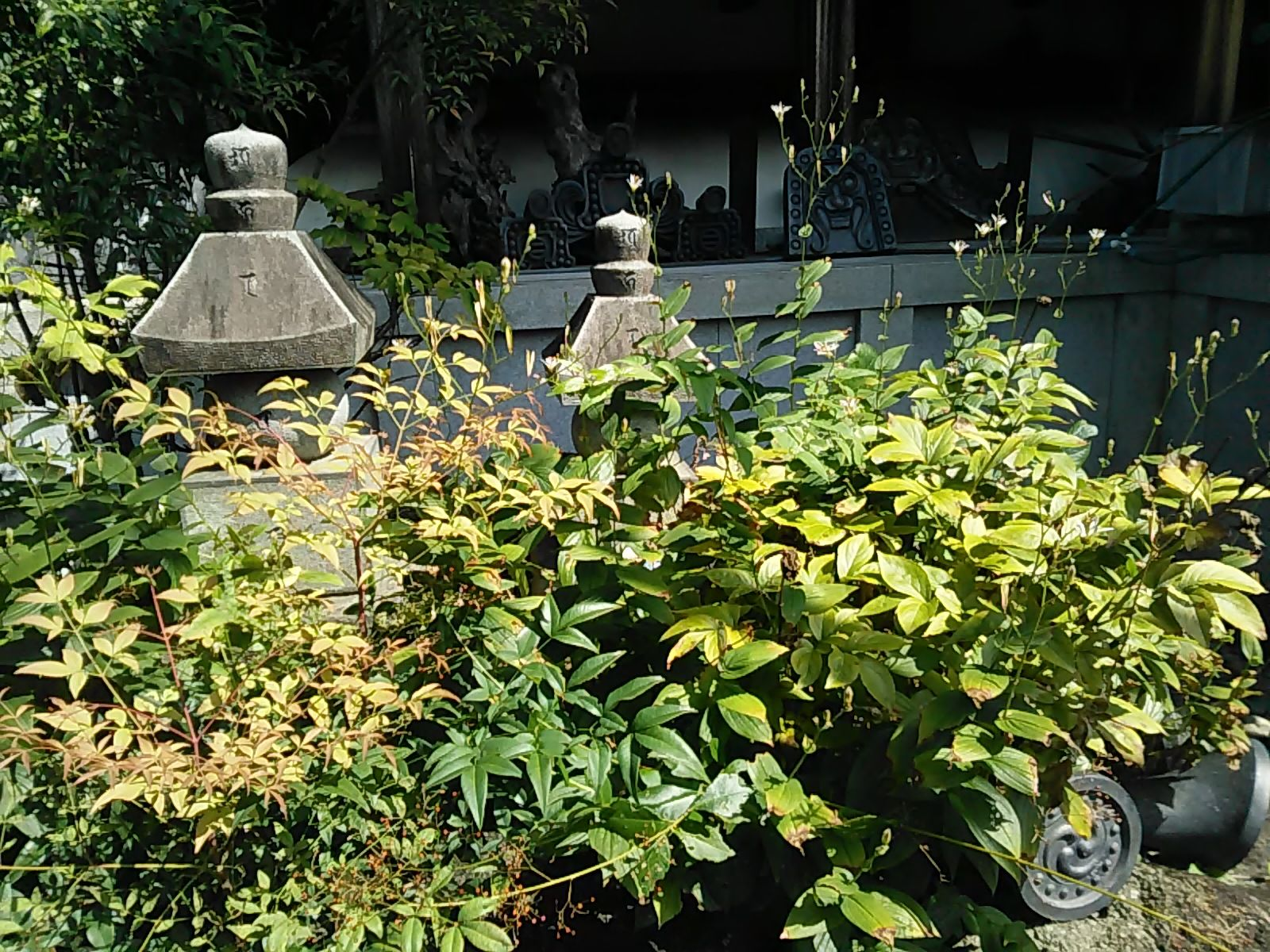
関成重の墓(一宮市常念寺)

本能寺の変後は成政と共に織田信雄の家臣扱いであった思われるが、小牧・長久手の戦いの際に成政が信雄を裏切った時に、変わらず信雄に出仕を続けようとした次男・長尚は処刑されているので成重も秀吉側へと寝返ったものと考えられる。小牧・長久手には不参加。
天正20年（1592年）、死去。享年65。